# 馬若龍
馬若龍，OMP（1957年1月1日—），澳門土生葡人，澳門設計公司「MAA馬若龍建築師事務所」主席，曾擔任文化諮詢委員會委員。

## 簡歷
馬若龍1957年出生於澳門。畢業於葡萄牙里斯本大學建築系獲碩士學位，隨即往德國修讀都市重整規劃學科，同樣獲碩士學位，隨後在瑞士學習環境工程並在里斯本美術學院修讀藝術課程。1983年回澳後參與各項文化活動，包括參與製作澳門電視廣播有限公司的文化性節目，為雜誌作插畫，他對藝術、建築、文物及文化有關的評論文章分別在澳門、中國、香港及葡萄牙等地發表。自回澳後，他自著或合著的著作共有四部，分別以葡文、中文及英文出版。1987年起任《文化雜誌》副總編輯及美術編輯，同年獲澳門總督頒發文化功績勳章。
1989年至1992年間，馬若龍出任澳門文化司署司長。1976年舉辦首次個人展覽（作品包括繪畫，素描及版畫），參與澳門、葡萄牙、德國、星加坡、馬來西亞、香港、印度、比利時、中國、韓國、日本、台灣及菲律賓等地的美術個展及聯展。1985年獲「第二屆全澳門書畫聯展」創作褒獎；1987年獲『第四屆全澳書畫聯展』西畫組冠軍；1993年參加首屆『澳門造型藝術雙年展』獲素描組冠軍；1995年第二屆『澳門造型藝術雙年展』雕刻組亞軍。為澳門文化體現代畫會創會成員，當選首任主席為今，以及分別擔任澳門多個文化團體的負責人或顧問等職，並獲聘為上海大學美術學院客座教授。

## 榮譽
- 1987年獲澳門總督頌受文化功績勳章

## 外部連結
- 澳門印務局:馬若龍 （页面存档备份，存于）
- 全藝社:馬若龍 （页面存档备份，存于）
- 澳門佳作:馬若龍